# Manasse Mathæussen
Manasse Benediktus Mikael Karl Mathæussen (* 13. März 1915 in Qoornoq; † 1989 in Ilulissat) war ein grönländischer Kajakfahrer.

## Leben
Manasse Mathæussen war der Sohn des Katecheten Peter Abraham Adam Mathæussen (1892–1949) und seiner Frau Kristine Ketura Josepha Lund (1893–?). Er wurde in Qoornoq geboren, wo sein Vater zu dieser Zeit als Katechet tätig war. Wenig später zog die Familie nach Nordgrönland und zehn Jahre verbrachte die Familie in Kulusuk in Ostgrönland.
Mit 15 Jahren erhielt er sein erstes Kajak. 1934 ließ Knud Rasmussen einen Wettbewerb abhalten, wer am besten bei der Eskimorolle ist. Manasse Mathæussen gewann und durfte so als Stuntman in Knud Rasmussens Film Palos Brautfahrt auftreten. 1949 war er Mitglied der Grønlandskommission, während der in Kopenhagen eine Weltmeisterschaft im Kajakfahren abgehalten wurde und Manasse Mathæussen wurde mit 10 Eskimorollen in 18 Sekunden Weltmeister. Zurück in Grönland begann er Kurse über den Bau und Gebrauch von Kajaks zu geben, ließ Kajakvereine gründen und initiierte grönländische Kajakmeisterschaften. Dies geschah zu einem Zeitpunkt, an dem das Kajak aufgrund des Aufkommens von Motorbooten stark an Bedeutung verlor. 1956 war er Stuntman im Film Qivitoq. 1960 fuhr er in Paris auf der Seine und 1966 in Monaco, wo er mit der Erinnerungsmedaille zur Hochzeit von Fürst Rainier III. mit Gracia Patricia ausgezeichnet wurde. Er trug außerdem die Kongelige Belønningsmedalje. 1986 erhielt er den Grönländischen Kulturpreis. Mit 72 Jahren trat er das letzte Mal in der Öffentlichkeit als Kajakfahrer auf und starb wenig später im Alter von 74 Jahren in Ilulissat. 1988 widmete der dänische Musiker Kim Larsen ihm das Lied Vend kajakken.